# Condado de Scotts Bluff
El condado de Scotts Bluff (en inglés, Scotts Bluff County), fundado en 1888, es un condado del estado de Nebraska, Estados Unidos. Según el censo de 2020, tiene una población de 36 084 habitantes.
La sede del condado es Gering, aunque la ciudad más grande es Scottsbluff.

## Geografía
Según la Oficina del Censo de los Estados Unidos, el condado tiene una superficie total de 1931 km², de los que 1916 km² son tierra y 15 km² son agua.

### Condados adyacentes
- Condado de Sioux - norte
- Condado de Box Butte - noreste
- Condado de Morrill - este
- Condado de Banner - sur
- Condado de Goshen - oeste

## Demografía
Según el censo de 2000, los ingresos medios de los hogares del condado de 32.016 dólares y los ingresos medios de las familias eran de 38.932 dólares. Los hombres tenían unos ingresos anuales de 30.317 dólares frente a los 20.717 dólares que percibían las mujeres. Los ingresos por habitante eran de 17.355 dólares. Alrededor de un 14.50% de la población estaba bajo el umbral de pobreza nacional.
De acuerdo con la estimación 2015-2019 de la Oficina del Censo, los ingresos medios de los hogares del condado son de 49.745 dólares y los ingresos medios de las familias son de 63.635 dólares. Los ingresos per cápita en los últimos doce meses, medidos en dólares de 2019, son de 27.978 dólares. Alrededor de un 13.6% de la población está bajo el umbral de pobreza nacional.
Según el censo de 2020, el 22.73% de los habitantes son hispanos o latinos de cualquier raza.

## Ciudades y pueblos
Las principales ciudades son:
- Gering
- Henry
- Lyman
- McGrew
- Melbeta
- Minatare
- Mitchell
- Morrill
- Scottsbluff
- Terrytown

## Espacios protegidos
Entre ellos destacan el refugio para la vida salvaje de North Platte National, con importantes nidificaciones de águila calva, siendo un espacio de tránsito en los procesos migratorios de aves como los patos, y el monumento nacional de Scotts Bluff, que es un conjunto de acantilados que sirvieron de guía en el siglo XIX durante la colonización del oeste de Estados Unidos.